# Condado de Robeson
O Condado de Robeson é um dos 100 condados do estado americano da Carolina do Norte. A sede do condado é Lumberton (Carolina do Norte), e sua maior cidade é Lumberton. O condado possui uma área de 2 463 km² (dos quais 6 km² estão cobertos por água), uma população de 123 339 habitantes, e uma densidade populacional de 50 hab/km² (segundo o censo nacional de 2000). O condado foi fundado em 1787.